# Tihomir Franković
Tihomir Franković (født 30. september 1970 i Split) er en kroatisk tidligere roer.

## Rokarriere
Franković' første store internationale resultat kom i 1994, hvor han var med til at vinde VM i toer med styrmand for Kroatien. Ved OL 1996 i Atlanta var han en del af den kroatiske firer uden styrmand, der sluttede på 7. pladsen. I 1998 var han med i den kroatiske firer med styrmand ved VM, og her blev det til sølv. Ved OL 2000 i Sydney var han med i den kroatiske otter, hvor de øvrige besætningsmedlemmer var Igor Boraska, Nikša Skelin, Siniša Skelin, Branimir Vujević, Krešimir Čuljak, Tomislav Smoljanović, Igor Francetić og styrmand Silvijo Petriško. Kroaterne vandt deres indledende heat og var dermed klar til finalen. Her var det de britiske verdensmestre fra 1999, der vandt guld foran Australien, mens kroaterne blev nummer tre og fik bronze.

## OL-medaljer
- 2000:  Bronze i otter